# Crepidomanes latemarginale
Crepidomanes latemarginale är en hinnbräkenväxtart som först beskrevs av D. C. Eat., och fick sitt nu gällande namn av Edwin Bingham Copeland. Crepidomanes latemarginale ingår i släktet Crepidomanes och familjen Hymenophyllaceae. Inga underarter finns listade.